# Meu Livro de Cordel
Meu Livro de Cordel, é um livro de poesia, escrito por Cora Coralina e publicado originalmente em 1976; sendo seu segundo livro publicado. 
Contando com 43 poemas, foi publicado em 1976 pela Editora Cultura Goiana. A autora já havia publicado em 1965 o livro Poemas dos Becos de Goiás e Estórias Mais, seu primeiro livro aos 75 anos.

## Sinopse
O título é uma homenagem da autora a "todas as estórias e poesia de cordel e o atestado de suas afinidades com os contadores anônimos nordestinos, "povo de minha casta, meus irmãos do Nordeste rude".